# 森ゆきなつ
森 ゆきなつ（もり ゆきなつ、12月2日生）は、日本の漫画家。群馬県出身。血液型はO型。旧ペンネームはさぶろう。主にストーリー漫画や4コマ漫画を執筆している。

## 単行本作品リスト

### さぶろう名義
- トリップ☆りりりん（コミックガム、ワニブックス）原作：宗田朋

1. ISBN 9784847034640（2004年2月）

### 森ゆきなつ名義
- マブイノコトワリ（コミックガム、ワニブックス）原作：高円寺雅彦

1. ISBN 9784847035531（2006年6月）
2. ISBN 9784847035906（2007年1月）

- いんどあHappy（まんがライフMOMO、竹書房）
- タマさん（まんがタイム、芳文社）
- 唯我独尊ガーディアン（コミックガム、ワニブックス）

1. ISBN 9784847036576（2008年10月）
2. ISBN 9784847036804（2009年4月）

- 探偵少女アリサの事件簿 溝ノ口より愛をこめて（コミックスピカ→デンシバーズ、幻冬舎コミックス）原作：東川篤哉

1. ISBN 9784344833920（2015年3月）
2. ISBN 9784344835689（2015年11月）
3. ISBN 9784344836754（2016年5月）

- 異世界に来たみたいだけど如何すれば良いのだろう（デンシバーズ→comicブースト、幻冬舎コミックス）原作：舞　※連載中止[2][3]

1. ISBN 9784344842410（2018年6月）

ほか、読み切りをいくつか執筆。

## イラスト他担当作品
- ナナちゃんのガレージキット製作ガイド（GSIクレオス） - キャラクターデザイン及びイラスト担当。
- 萌え川柳（2007年1月号～2007年11月号） - 最優秀賞に選ばれた川柳のイメージカットを毎月1枚担当。
- 通販BINちゃん生活 - 南央美のエッセイ、ももせたまみの産休期間中のイラストを担当。
- デススマイルズ for iPhone/iPod touch - iphoneモードのキャラクターデザイン及びシナリオを担当。
- 週刊マンガ日本史（朝日新聞出版）- 第13号『足利尊氏』の漫画を担当。
- 週刊マンガ世界の偉人（朝日新聞出版） - 導入と末尾に掲載されている漫画『メリーノ!』の作画を担当。キャラクターデザインは吉田健一。